# Додецилсульфат натрію
Додецилсульфа́т на́трію або SDS (від англ. sodium dodecyl sulfate) — амфіфільна поверхнево-активна речовина, що використовується в широкому спектрі застосувань, включаючи багато домашніх мийних засобів, шампунів, зубних паст, косметики для утворення піни. У наукових дослідженнях використовується при гелевому електрофорезі для денатурації і нейтралізації заряду білкових молекул.